# Christophe (restaurant)
Christophe was een restaurant in Amsterdam in Nederland. Het had een Michelinster in de periode 1989-2006.
De Michelinster werd verdiend vanwege de kookkunsten van chef-kok Christophe Royer. Hij werd opgevolgd door Jean-Joel Bonsens.
Bonsens en zijn business-partner sommelier Ellen Mansfield namen het restaurant over in 2006. Zij sloten het restaurant in juni 2014.